# Bjarne Liller
Bjarne Bent Rønne Pedersen, Bjarne Liller eller bara "Liller", född 25 september 1935 i Vesterbro, Köpenhamn, död 6 september 1993, var en dansk musiker, jazz- och vissångare.
Liller skulle ha blivit typograf, men den planen gick inte i lås på grund av en ögonskada. I stället blev Liller en arbetspojke och en arbetare, och  han började försörja sig på jazz. Bjarne Liller spelade banjo och sjöng i Papa Bues Viking Jazzband 1956–1970 och 1976-1979. 1979 blev Bjarne Liller en soloartist och hade flera kommersiella framgångar som "Billet mrk." ("Ensom Dame 40 År"), "Sol & Sommer" och "Sidder på et værtshus" av John Mogensen. 1979 deltog Liller i den danska Melody Grand Prix med Grethe Ingmann med låten "Alt er skønt". Vid den första omröstningen kom de på en delad första plats med "Disco Tango" av Tommy Seebach. Eftersom det bara kunde finnas en vinnare behövdes en ny omröstning och här vann "Disco Tango". Liller har samarbetat med många olika musiker: Wili Jönsson, Hans Verner Ottesen, Thomas Grue, Finn Ziegler och harmoniorkestern Nesa. Han turnerade under långa perioder med dansorkestern Woodoo.
Han är begravd på Grøndalslund kyrkogård i Rødovre.